# Hi, How Are You
Hi, How Are You: The Unfinished Album ist das sechste selbst vertriebene Album des Musikers Daniel Johnston, welches er im September 1983 aufnahm. Hi, How Are You gilt wohl als sein populärstes Album und gilt als Klassiker der amerikanischen Indieszene.

## Entstehungsgeschichte
Der bipolare Daniel Johnston arbeitete in den frühen 80ern als Platzwart in einem Freizeitpark bei Austin und als Tischabräumer bei McDonald’s. In seiner Freizeit nahm Johnston oft in seiner Wohnung Lieder auf. Im September 1983 nahm er Hi, How Are You auf. Lokale Plattenläden legten das Tape als kostenlose Mitnehmware aus. Außerdem legte er es – nach Johnstons eigenen Angaben – heimlich in McDonald’s-Tüten von Käuferinnen hinein, die er attraktiv oder sympathisch fand. Johnston wurde 1985 durch eine MTV-Dokumentation über die Musikszene von Austin, Texas, bekannter und konnte eine kleine Underground-Fangemeinde gewinnen. Endgültig bekannt wurden er und das Album durch Kurt Cobain, den Sänger der weltberühmten Grungeband Nirvana. Cobain trug ein T-Shirt, auf dem der inzwischen legendäre „Frosch“ des Albumcovers abgebildet war, als er 1992 auf den MTV Video Music Awards zu Gast war.
Johnston sagt, dass er während der Aufnahmen für dieses Album fast einen Nervenzusammenbruch gehabt habe, und er nannte es sein „unvollendetes Album“. Das Album wurde durch mehrere Labels auf CD oder LP wiederveröffentlicht, zuletzt 2007.
Die Audioqualität auf dem Album ist bewusst schlecht. So sagte Jad Fair, Sänger und Gitarrist der Band Half Japanese, er habe Johnston für dieses Album qualitativ hochwertige Kassetten gekauft, doch Johnston warf sie später weg.

## Rezeption

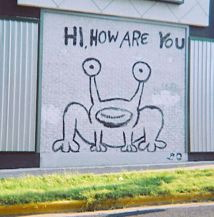
Das von Daniel Johnston an eine Hauswand nachgemalte Cover des Albums (Austin, 1994).

John Dougan schreibt bei allmusic: Das hier ist ein freundliches Album, bewiesen durch [Johnstons] Talent als Popschreiber und seinem immer angenehmer werdenden Gesang. Seine Laune auf dem Album ist gut. Dougan gibt dem Album 4,5 von 5 Sternen und schreibt, es sei ein wichtiges Album.

## Walking the Cow
Walking the Cow gilt als bekanntester Song des Albums. Er wurde von vielen Indiebands gecovert, zum Beispiel im Oktober 1994 live von Pearl Jam. Der Sänger von Pearl Jam, Eddie Vedder, begann 2008 seine Solotour immer mit diesem Song. 2004 wurde der Song von TV on the Radio auf einem Daniel-Johnston-Coveralbum gecovert. Ebenfalls wurde es von der schwedischen Band A Camp auf Touren gespielt.
Johnston selbst veröffentlichte 2010 eine neuere Version des Songs auf seinem Album Beam me up!.

## Titelliste
Alle Songs wurden von Daniel Johnston geschrieben.
1. Poor You – 2:02
2. Big Business Monkey – 2:01
3. Walking the Cow – 3:34
4. I Picture Myself With a Guitar – 0:43
5. Despair Came Knocking – 2:44
6. I Am A Baby (In My Universe) – 1:37
7. Nervous Love – 0:18
8. I'll Never Marry – 0:20
9. Get Yourself Together – 0:25
10. Running Water – 1:31
11. Desperate Man Blues – 3:39
12. Hey Joe – 2:44
13. She Called Pest Control – 0:52
14. Keep Punching Joe – 3:11
15. No More Pushing Joe Around – 4:37